# Аллиен, Эллен
Эллен Аллиен (нем. Ellen Allien, имя при рождении Эллен Фраатц (нем. Ellen Fraatz)) — электронный музыкант, продюсер и основатель лейбла BPitch Control. Родилась и проживает в Берлине, Германия (ранее ГДР). Поет на немецком и английском языках. Её музыку сложно отнести к какому-то определенному жанру, но больше всего она напоминает техно и электро, с вкраплениями необычных звуковых решений. Недавно Эллен начала производство своей линии одежды. 
Детство Эллен прошло в Берлине, разделенном стеной, и это оставило неизгладимый след на всей её последующей жизни. Её творчество пропитано безграничной любовью к родному городу, а первый альбом, выпущенный в свет в 2001 году, носит название Stadtkind, что буквально можно перевести как «дитя города». Следующий альбом, наполненный урбанистической романтикой, Berlinette, относится к 2003 году и записан уже совместно с Apparat, известным также под именем Саша Ринг. 
Последний проект — The Other Side (совместно с журналом TimeOut) — представляет собой туристический видео-гид по излюбленным Аллиен местечкам Берлина. Музыкальная часть не ограничена только электроникой и содержит специально отобранные треки от лучших и самых ярких немецких исполнителей (Plastikman, Booka Shade и других).

## Дискография

### Альбомы
- 2001 — Stadtkind (bpc 021)
- 2003 — Berlinette (bpc 065)
- 2004 — Remix Collection (bpc 080)
- 2005 — Thrills (bpc 106)
- 2006 — Orchestra of Bubbles (bpc 125)
- 2008 — Sool (bpc 175)
- 2010 — Dust (bpc 217)
- 2017 — Nost (bpc 330)

### EPs / Singles
- 2000 — Last Kiss '99
- 2000 — Dataromance
- 2002 — Erdbeermund
- 2004 — Astral
- 2006 — Just a Man / Just a Woman [with Audion] (Spectral Sounds)
- 2006 — Way Out
- 2006 — Jet
- 2007 — Go (BPC 160)
- 2008 — Sprung & Its (BPC 176)
- 2009 — Lover (BPC 199)
- 2009 — Pump (BPC 209)
- 2010 — Our Utopie (BPC 220)

### Mix CDs
- 2001 — Flieg mit Ellen Allien («Fly with Ellen Allien»)
- 2002 — Weiss.Mix («White mix»)
- 2004 — My Parade
- 2007 — Fabric 34: Ellen Allien
- 2008 — Boogybytes vol 4(bpitch171)
- 2010 — Watergate 05(WG 005)